# Sövdeborg
Sövdeborgs slot er et svensk slot i Sövde socken i Sjöbo kommun i Skåne, som består af en hovedbygning og to fløje. I den sydøstlige hjørne findes et rundt tårn. "Stensalen" i stueetagen har et rigt dekoreret loft med stuk. Vest for slottet er en del af den delvist drænede sø forvandlet til en engelsk park med gravede kanaler. Fra søen nord for Slotsholmen ledes vandet ned i parkens kanaler og de gamle voldgrave

## Historie
Sövdeborg anses være omtalt af Saxo som Sygostha eller Sygastha hvor biskop Absalon i 1180 blev angrebet af befolkningen i Skåne. Oprindeligt lå gården på en ø i den nordlige del af Sövdesjön ved Sövde Kirke. Det tilhørte Lund-biskopper i hele middelalderen. Ved reformationen hørte Sövdeborg til den danske krone og blev solgt i 1587 til Frederik Lange. Han opgav middelalderslottet og opførte i 1590-1597 et nyt slot i den sydlige ende af den lille Sövdeborg Hav. Langes slot bestod af den østlige og sydlige fløj, og tårnet i sydøst og var omgivet af en voldgrav.
I 1630 blev Sövdeborg overtaget af Danmarks rigeste mand, statsraaden Tage Ottesen Thott. Sønnen Otte Thott, der er nævnt som ejer i 1639, byggede en fløj mod nord og gav hovedbygningen et overdådigt interiør, der til dels stadig er bevaret. Da Skåne blev svensk i 1658 svor Ottes søn, Holger Thott, den svenske konge troskab, men blev dog tvunget til at flygte til Danmark. Efter krigen blev Sövdeborg i 1679 solgt til generalguvernør i Skåne, Rutger von Ascheberg. Sövdeborg overgik ved Aschebergs død i 1693 til hans søn (død 1722), søstre og niecer, herunder admiral Claes Sparre. Ved køb og arv kom ejendommen i 1735 til general Johan August Meijer Feldt Elder og hans søn feltmarskal Johan August Meijer Feldt D. Y.. Sidstnævnte solgte i 1788 Sövdeborg til grev Karl Gustav Piper. Piper købte i 1795 det nærliggende Snogeholm og efterlod begge godser som arv til sin søn, senere kammerherre grev Erik Piper. Under hans søn Karl Erik Piper gennemgik 1500-talsborgen en ombygning under professor Carl Georg Brunius i 1840-1844, hvor bygningens ydre blev dekoreret med middelalderlige elementer i næsten romansk stil. Ved hans død i 1849 overgik godset til hans tre børn. Sövdeborg gik i 1850 til den ældste søn, grev Alfred Piper, der døde i 1910. Via ægteskabet overgik slottet til familien Stjernswärd. Det er nu ejet af Erik Stiernswärd.
Loftet i den røde salon fra 1600-tallet består af nogle og tredive felter med udskæringer af brændt, forgyldt egetræ i bruskbarok.

## Ejere
- 1100-tallet: Absalon Askersen Hvide
- ~ : Lunds ärkebiskopstol
- 1536: Den danske krone (efter reformationen)
- 1563:	Margrethe Ugerup (som pant for lån)
- 1587:	Frederik Lange (gennem køb)
- 1614:	Gunde Lange (foregåendes søn)
- 1639:	Otte Thott (gennem køb)
- 1656:	Holger Thott (foregåendes søn)
- 1677:	Jöran Sperling (gennem konfiskation til den svenske krone)
- 1679:	Tilbageleveret til Holger Thott
- Rutger von Ascheberg (gennem køb)
- 1693:	Christian Ludvig von Ascheberg (foregåendes søn)
- 1722:	Sabina og Margareta von Ascheberg (foregåendes søster) & Sofia Lovisa Soop (foregåendes søsterdatter)
- 1735:	Johan August Meijerfeldt d.æ. (gennem køb af den Soops andel)
- 1749:	Johan August Meijerfeldt d.y. (foregåendes søn)
- 1788:	Carl Gustaf Piper (gennem køb)
- 1803:	Erik Piper (foregåendes søn)
- 1833:	Erik Carl Piper (foregåendes søn)
- 1849:	Erik Carl Alfred Piper (foregåendes søn)
- 1899:	Erik Alfred Gösta Magnus Piper (foregåendes søn)
- 1922:	Erik Alfred Wolfgang von Haffner Piper (foregåendes søn)
- 1923:	Vilhelmina Thomasine Piper og Anna Fredrique Thomazine Piper (foregåendes døtre)
- 1936:	Anna Fredrique Thomazine Piper
- 1946:	Carl-Erik Knut Stiernswärd (foregåendes søn)